# Matěj Pochop

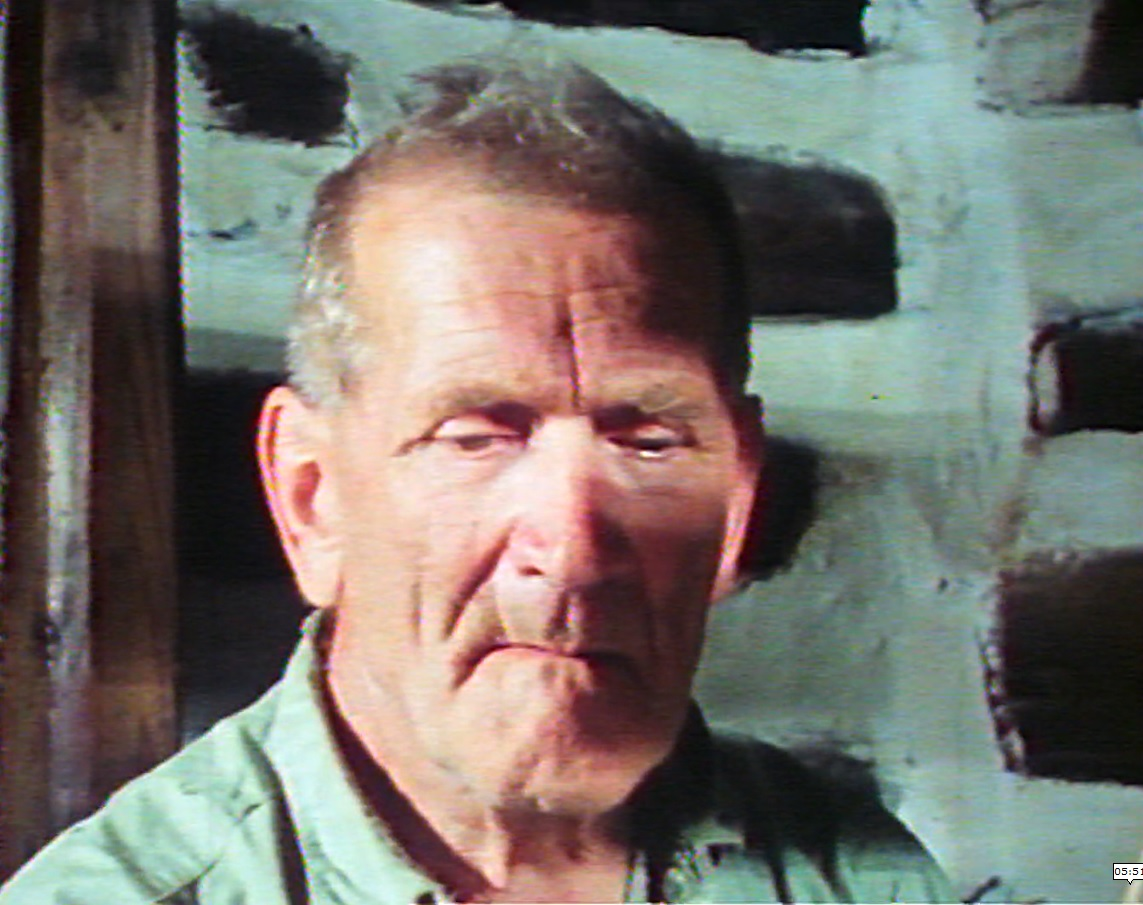
Matěj Pochop

Matěj Pochop (1901 – 1982 Benecko) byl český písmák, řezbář a jeden z posledních krkonošských ručních tkalců.

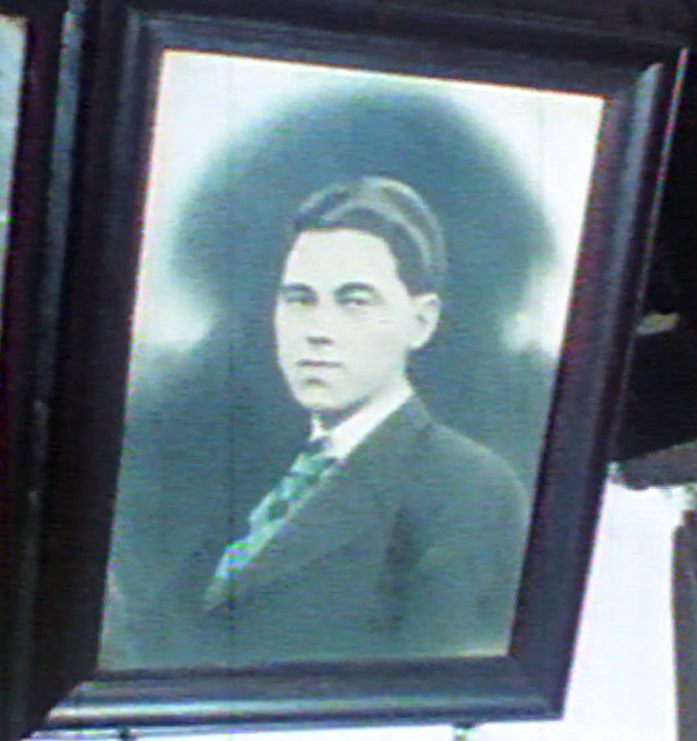
Matěj Pochop okolo roku 1921

## Život
Žil osamoceně v typické benecké roubené chalupě číslo popisné 22 v lesíku Poustka. Byl velmi sečtělý a kritický k přečtenému, rád se účastnil debat na všemožná témata a dokázal v nich výborně argumentovat. Živil se ručním tkalcovstvím, ale byl výborným a zručným řezbářem - kromě lipového dřeva používal k vyřezávání figurálních motivů i dřevo smrkové a borovicové.
Jeho rutinní dovednost v tkalcovském díle byla využita i filmaři. Poprvé to bylo ve filmu Karla Kachyni Pavlínka. Filmový štáb jej požádal, aby naučil herce Vladimíra Šmerala tkalcovským dovednostem, to se ale nezdařilo a tak Matěj Pochop v této roli za Šmerala zaskočil. V roli tkalce vystoupil i ve filmu Krakonoš a lyžníci.